# Puok
Puok là một huyện thuộc tỉnh Xiêm Riệp, tây bắc Campuchia. Theo thống kê năm 1998, dân số toàn huyện là 110.863 người.

## Hành chính[2]
| Sangkat (Xã) | Krom (Làng) |
| ------------ | --- |
| Sasar Sdam   | Svay, Sasar Sdam, Kouk Kandal, Kouk Run, Kouk Chas, Pongro Thmei, Kouk Pnov, Kouk Chrey, Khcheay, Kouk Tnaot, Damnak Slanh, Pak Pan, Chan Ta Say, Pongro Chas |
| Doun Keo     | Kouk Pnov, Antangkon, Ta Kam, Doun Kaev, Lbaeuk, Tnaot Chrum, Prasat Char, Kouk Pou, Peam, Ta Snae, Kouk Thmei, Rohal, Doun On                                |
| Kdei Run     | Bangkaong, Trapeang Veaeng, Prey Yeang, Ta Pang, Lbaeuk, Kouk Pou, Kdei Run                                                                                   |
| Keo Poar     | Kamphem, Prey Danghaeum, Thmei, Roka Yea, Kouk Ruessei, Kouk Pou, Svay Chek, Peam Ta Uor                                                                      |
| Khnat        | Khnat, Pralay, Kouk Snuol, Trameng, Svay, Prey Thlok, Chrolong, Kouk Trach, Ampil Peam, Boeng Khnar, Prey Kmeng, Tuek Thla                                    |
| Krabei Riel  | Ta Ros, Roka, Prey Pou, Totea, Krasang, Popis, Trapeang Veaeng, Kouk Doung, Boeng, Prama, Khnar, Prey Krouch                                                  |
| Lvea         | Kumru, Doun Tro, Stueng Preah Srok, Kouk Srama, Tuol Lvieng, Kouk Thmei, Prohut, Chreas, Lvea, Roka, Preah Angk Trong, Snao                                   |
| Mukh Paen    | Ta Trav, Mukh Paen, Trakiet, Kouk Reang, Kouk Run, Sva Huol                                                                                                   |
| Pou Treay    | Pou, Treay |
| Puok         | Puok Chas, Prayut, Kouk Chuon, Kampong Ta Yang, Kouk Srok, Ta Tok, Kouk Doung, Kouk Thmei, Puok Thmei, Chambak He, Ou Ta Prak                                 |
| Prey Chruk   | Prey Chruk, Ketteyos, Doun Tok, Svay Chantor, Prasat, Phlang, Prab Mai, Chres, Pradak, Chranieng, Ta Mouk, Pongro                                             |
| Reul         | Kouk Veal, Tumrueng, Reul, Trapeang Svay, Trapeang Ruessei, Prolit, K'aek Tum, Rumduol, Kbal Krapeu, Trapeang Thum, Kouk Knang, Kouk Trach, Srah, Sambuor     |
| Samraong Yea | Ta Chet, Samraong Yea, Ampil, Prasat, Doun Sva, Prey Veaeng                                                                                                   |
| Tuek Vil     | Kouk Doung, Sandan, Chrey, Prayut, Banteay Chheu, Tuek Vil, Prei Chas, Tuek Thla, Prei Thmei, Chey                                                            |
| Trei Nhoar   | Chambak Sa, Kouk Doung, Svay, Ta Hok, Thipakdei, Chuo Chakkrei, Chhuk, Trei Nhoar, Thveas, Trapeang Pring                                                     |
| Yeang        | Soun Sa, Chong Thnal, Yeang, Sokh San, Kanhchan Kuy |